# أكسويل
أكسويل (بالسويدية: Axwell)‏ وإسمه الحقيقي أكسل كريستوفر هدفورس (بالإنجليزية: Axel Christofer Hedfors) وهو دي جاي وريمكسر و منتج تسجيلات سويدي، ولد في يوم 18 ديسمبر 1977 في مدينة لوند في السويد وهو عضو في فرقة سويدش هاوس مافيا مع سباستيان إنغروسو وستيف أنجلو وفي مجلة دي جاي احتل المرتبة 19 كأفضل الدي جي في العالم.

## روابط خارجية
- أكسويل على موقع ميوزك برينز (الإنجليزية)
- أكسويل على موقع أول ميوزيك (الإنجليزية)
- أكسويل على موقع ديسكوغز (الإنجليزية)
- أكسويل على موقع ديسكوغز (الإنجليزية)